# X-Men: Next Dimension
X-Men: Next Dimension is een vechtspel dat in 2002 is uitgebracht voor de Xbox, PlayStation 2, en GameCube. 24 X-Men personages zijn erin speelbaar.
Het verhaal van het spel gaat over de Prime Sentinel en zijn poging om het hoofd van Bastion in handen te krijgen. Het begint met een aanval van de Juggernaut en enkele andere leden van het Brotherhood of Mutants die de basis van de X-Men aanvallen. Professor Charles Xavier stuurt Forge uit op verkenning en die ontdekt dat de aanval een afleiding was. Het perspectief van het spel wordt getoond in de derde persoon.

## Ontvangst
| Beoordeeld door            | Jaar | Platform      | Score |
| -------------------------- | ---- | ------------- | ----- |
| Game Informer Magazine     | 2002 | PlayStation 2 | 78%   |
| Game Shark                 | 2004 | GameCube      | 75%   |
| GameZone                   | 2002 | GameCube      | 73%   |
| IGN                        | 2002 | PlayStation 2 | 72%   |
| GameZone                   | 2002 | Xbox          | 70%   |
| GameSpot                   | 2002 | Xbox          | 64%   |
| Jeuxvideo.com              | 2004 | GameCube      | 50%   |
| Jeuxvideo.com              | 2002 | PlayStation 2 | 50%   |
| Officiel Nintendo Magazine | 2003 | GameCube      | 40%   |
| Eurogamer.net (UK)         | 2003 | PlayStation 2 | 30%   |